# Vicepresidente dell'Azerbaigian
Il vicepresidente della Repubblica dell'Azerbaigian (Azərbaycan Respublikasının vitse-prezidenti) è un gruppo di cariche statali in Azerbaigian a seguito della posizione del Presidente dell'Azerbaigian. C'è una carica del Primo Vicepresidente (Azərbaycan Respublikasının Birinci vitse-prezidenti) e la carica dei vicepresidenti dell'Azerbaigian. Il Primo Vicepresidente è first lady Mehriban Aliyeva.

## Formazione
L'ufficio è stato istituito attraverso un emendamento costituzionale approvato dagli elettori durante un referendum il 26 settembre 2016. L'emendamento conferisce al presidente il potere di nominare o revocare il primo vicepresidente e vicepresidenti della Repubblica dell'Azerbaigian.

## Potere
Il vicepresidente diventerà presidente sostituto se il presidente si dimette o diventa incapace. Prima che venisse stabilita la carica, tali doveri sono stati devoluti al primo ministro, che ora è il secondo in fila dopo il vicepresidente.
In termini di dimissioni del Presidente dal suo posto prima del tempo, le elezioni presidenziali straordinarie dovrebbero tenersi entro 60 giorni. In questo caso, i poteri del Presidente della Repubblica dell'Azerbaigian possono essere esercitati dal Primo Vice-Presidente della Repubblica dell'Azerbaigian fino all'elezione di nuovo Presidente. Se il Primo Vicepresidente, che agisce in qualità di Presidente della Repubblica dell'Azerbaigian, si dimette o è incapace a causa di problemi di salute, lo status di Primo Vicepresidente passa al Vicepresidente dell'Azerbaigian in una sequenza specifica.
Il Vice Presidente dell'Azerbaigian può firmare accordi internazionali interstatali e intergovernativi quando il Presidente gli assegna questa autorità.

## Eleggibilità
Per essere eleggibile per la carica del Vicepresidente, una persona deve essere un cittadino dell'Azerbaigian, possedere il diritto di voto, avere un diploma universitario e non avere responsabilità verso altri stati. L'inviolabilità del Vicepresidente della Repubblica dell'Azerbaigian può essere risolta solo dal Presidente della Repubblica dell'Azerbaigian sulla base della sottomissione del Procuratore Generale della Repubblica dell'Azerbaigian.

## Immunità
Durante il periodo di carica, l'identità del vicepresidente della Repubblica dell'Azerbaigian è inviolabile. Vicepresidente della Repubblica dell'Azerbaigian non può essere arrestato, perseguito, tranne che in caso di cattura sulla scena del crimine, le sanzioni amministrative in tribunale non possono essere applicate al vicepresindente e non può essere perquisito e ricercato personalmente. Il Vicepresidente della Repubblica dell'Azerbaigian può essere arrestato se viene colto in flagrante o sulla scena del crimine. In questo caso, l'autorità che  ha detenuto il vicepresidente deve informare immediatamente il Procuratore Generale della Repubblica dell'Azerbaigian.

## Sicurezza
La sicurezza del primo vicepresidente della Repubblica dell'Azerbaigian e della sua famiglia viene effettuata a carico dello stato.
La sicurezza del primo vicepresidente della Repubblica dell'Azerbaigian e della sua famiglia è fornita da speciali servizi di sicurezza.

## Segreteria del primo vicepresidente
| Capo del segretariato del primo vicepresidente della Repubblica dell'Azerbaigian | Altai Hasanov     |
| Vice capo della segreteria del primo vicepresidente                              | Mehti Dadashev    |
| Vice capo della segreteria del primo vicepresidente                              | Fariz Rzaev       |
| Assistente del primo vicepresidente                                              | Anar Alakbarov    |
| Assistente del primo vicepresidente                                              | Yusuf Mammedaliev |
| Assistente del primo vicepresidente                                              | Elchin Amirbeyov  |
| Assistente del primo vicepresidente                                              | Gunduz Kerimov    |